# Литовские имена
Литовские имена, как и имена представителей большинства европейских народов, состоят из двух основных элементов: личного имени (лит. vardas) и фамилии (pavardė). Обычно сначала пишут имя, потом фамилию; обратный порядок используется почти исключительно в упорядоченных по алфавиту списках и указателях (в том числе в заголовках статей традиционных энциклопедий).

## Имя
Ребёнку в Литве даётся обычно одно или два имени. Ныне использование двух имён, зафиксированных в официальных идентификационных документах (паспорт, идентификационная карточка), в повседневных ситуациях считается претенциозным, и одно из двух имён обычно опускается (например, Альгирдас Миколас Бразаускас известен как Альгирдас Бразаускас).
Как и в других европейских странах, имена по происхождению являются большей частью традиционными литовскими (Kęstutis; Birutė, Aldona) или образованными по архаичным (славянским) моделям и христианскими — аукштайтизированными именами персонажей Библии и святых (Andrius — Андрей, Tomas — Фома, Jurgis — Георгий, Jonas — Иоанн, Ona — Анна). Также очень распространены имена, означающие природные явления, небесные тела, растения (Rasa — роса, Audra — буря, Aidas — эхо, Linas — лён) или являющиеся названиями рек и местностей (Ūla — Ула, Neringa — Неринга).

## Фамилия
Литовские фамилии образовывались от личных имён, прозвищ, профессий или от готовых славянских (польских и западнорусских) фамилий или придомков (например, Адам-о́в-ич → Адам-а́в-ич-юс, Домбр-о́в-ск-ий → Дабр-а́у-ск-ас). Массово фамилии у литовцев сформировались к XVIII веку. Мужские формы фамилий обычно оканчиваются на ас, -ис, -ус, реже на -а и -е.
Женские фамилии отличаются от мужских и образуются от основы фамилии отца с помощью суффиксов -айт-, -ит-, -ут-, -ют- и окончания -е (напр., Даукантас — Даукантайте, Буткус — Буткуте, Катилюс — Катилюте); фамилии замужних женщин образуются с помощью суффиксов -ен-, реже -увен-, -ювен- и окончания -е (например, Варнас — Варнене, Гринюс — Гринювене). При замужестве женщины меняют окончание фамилии, указывая, что они замужем. Смена основы фамилии на одинаковую с мужем необязательна.
| Мужчина   | Замужняя женщина (вдова) | Незамужняя женщина |
| --------- | ------------------------ | ------------------ |
| Sauliūnas | Sauliūnienė              | Sauliūnaitė        |
| Kairys    | Kairienė                 | Kairytė            |
| Lingė     | Lingienė                 | Lingytė            |
| Noreika   | Noreikienė               | Noreikaitė         |
| Tomkus    | Tomkienė/Tomkuvienė      | Tomkutė            |
| Kubilius  | Kubilienė                | Kubiliūtė          |

С 26 июня 2003 года разрешено женщинам выбирать вариант фамилии без указания семейного статуса, без использования суффиксов, добавляя к основе фамилии окончание -е (напр., Даукантас — Дауканте, Буткус — Бутке, Катилюс — Катиле, Варнас — Варне, Лапе — Лапе).